# Jonathan Kite
Jonathan Kite (Skokie, 2 settembre 1979) è un attore e comico statunitense, noto per il ruolo di Oleg Golishevsky nella sitcom 2 Broke Girls (doppiato in italiano da Alessandro Budroni).

## Biografia
È nato e cresciuto a Skokie, nell'Illinois. Ha frequentato la Old Orchard Junior High e la Niles North High School. Ha una laurea in teatro all'Università dell'Illinois.
Dal 2011 Jonathan entra nel cast principale della sitcom 2 Broke Girls interpretando il cuoco ucraino Oleg Golishevsky. Altre serie a cui ha partecipato sono, ad esempio, Aiutami Hope!, American Dad! e I maghi di Waverly.
Jonathan è conosciuto anche per le sue imitazioni di oltre 50 celebrità, fra cui quelle di Vince Vaughn, Tom Hanks, Robert Downey Jr., Seth Rogen, Liam Neeson e Mark Wahlberg.

## Filmografia

### Cinema
- Pirati dei Caraibi - La maledizione del forziere fantasma (Pirates of the Caribbean: Dead Man's Chest), regia di Gore Verbinski (2006)
- La maledizione di Bridge Hollow (The Curse of Bridge Hollow), regia di Jeff Wadlow (2022)

### Televisione
- Zack e Cody sul ponte di comando (The Suite Life on Deck) – serie TV, episodio 2x26 (2010)
- I maghi di Waverly (Wizards of Waverly Place) – serie TV, episodio 3x28 (2010)
- Aiutami Hope! (Raising Hope) – serie TV, episodio 1x01 (2010)
- I'm in the Band – serie TV, episodio 1x14 (2011)
- Kickin' It - A colpi di karate (Kickin' It) – serie TV, episodio 1x10 (2011)
- 2 Broke Girls – serie TV, 138 episodi (2011-2017)
- NCIS - Unità anticrimine (NCIS) – serie TV, episodio 15x10 (2017)
- Papà, non mettermi in imbarazzo! (Dad Stop Embarrassing Me!) – serie TV, 8 episodi (2021)

### Doppiatore
- The Life & Times of Tim – serie animata, episodio 3x06 (2012)
- Black Dynamite – serie animata, 8 episodi (2013)
- I Griffin (Family Guy) – serie animata, episodio 16x01 (2017)
- Baby Boss - Di nuovo in affari (The Boss Baby: Back in Business) – serie animata (2018)
- Smallfoot - Il mio amico delle nevi (Smallfoot), regia di Karey Kirkpatrick (2018)
- M.O.D.O.K. – serie animata, 3 episodi (2021)

## Doppiatori italiani
Nelle versioni in italiano dei suoi film, Jonathan Kite è stato doppiato da:
- Alessandro Budroni in 2 Broke Girls, Papà non mettermi in imbarazzo!
- Antonio Sanna ne I maghi di Waverly
- Alberto Angrisano in NCIS - Unità anticrimine